# Trung tâm Nghiên cứu Khoa học Quốc gia Pháp
Trung tâm Nghiên cứu Khoa học Quốc gia Pháp (tiếng Pháp: Centre National de la Recherche Scientifique), gọi tắt là CNRS là cơ quan nghiên cứu thuộc chính phủ lớn nhất tại Pháp và là cơ sở nghiên cứu khoa học cơ bản lớn nhất ở châu Âu. Năm 2009, CNRS có khoảng 26.000 nhân viên (11.700 nhà nghiên cứu, 14.400 kỹ sư, kỹ thuật viên và nhân viên hành chính) và 6.000 nhân viên tạm thời, hoạt động trong khoảng 1.256 nhóm nghiên cứu  với ngân sách hàng năm vào khoảng 3,3 tỷ euro .
CNRS đứng hạng 4 trên thế giới, sau Viện Y tế Quốc gia (National Institutes of Health, NIH), NASA và W3C của Hoa Kỳ, và được xếp hạng nhất ở châu Âu, trước Max Planck-Gesellschaft của Đức và CERN về số lượt truy cập vào trang web theo Bảng xếp hạng Webometrics vào năm 2010 . CNRS cũng được xếp hạng nhất thế giới theo Viện SCImago , khi tính đến toàn bộ các sản phẩm khoa học, số lượng trích dẫn, các quan hệ hợp tác quốc tế của tất cả các đơn vị thành viên hoặc các đơn vị có gắn kết với CNRS (bao gồm các đơn vị phối hợp trong các trường đại học) từ cơ sở dữ liệu của Scopus khi tích hợp 18 000 tạp chí khoa học .

## Tổ chức
CNRS hoạt động trong mọi lĩnh vực của khoa học thông qua 1 100 tế bào là các đơn vị nghiên cứu, hoặc được quản lý chỉ bởi CNRS với tên gọi là UPR (Unité propre de recherche, tạm dịch là: đơn vị thuần nghiên cứu) hoặc phần lớn được quản lý cùng với các cơ quan khác (các trường đại học, cao đẳng, các cơ sở công nghiệp,...) với tên gọi là UMR (Unité mixte de recherche, tạm dịch là: đơn vị phối hợp nghiên cứu). Mỗi đơn vị nghiên cứu có một mã CNRS duy nhất, thí dụ UMR 8182, được lãnh đạo bởi một giám đốc thường là một giáo sư đại học hoặc một nghiên cứu viên cao cấp của CNRS (Directeur de recherche). Một đơn vị nghiên cứu có thể được chia thành các nhóm nghiên cứu. 
Để hỗ trợ cho lực lượng nghiên cứu, CNRS cũng tổ chức ra các UPS (Unité propre de service, tạm dịch là: cơ quan dịch vụ thuần) hoặc UMS (Unité mixte de service, tạm dịch là: cơ quan dịch vụ phối hợp) và cũng có mã CNRS xác định. Công việc của một UPS hay UMS là cung cấp các dịch vụ về hành chính, tin học, thư viện, kỹ thuật,... Các đơn vị tế bào này được tổ chức phụ thuộc vào các viện.
Trước đây, CNRS có cấu trúc gồm INSU, IN2P3 và Bộ môn Khoa học. Sau khi được tái cấu trúc lại vào năm 2009, CNRS gồm có 10 viện: 
- Viện Hóa học (Institut de chimie, INC)
- Viện Sinh thái và Môi trường (Institut Écologie et environnement, INEE)
- Viện Vật lý (Institut de physique, INP)
- Viện Hạt nhân và Vật lý hạt cơ bản (Institut national de physique nucléaire et de physique des particules, IN2P3)
- Viện Các khoa học về Sinh học (Institut des sciences biologiques, INSB)
- Viện Khoa học Xã hội và Nhân văn (Institut des sciences humaines et sociales, INSHS)
- Viện Khoa học Máy tính (Institut des sciences informatiques et de leurs interactions, INS2I)
- Viện Kỹ thuật và Khoa học Hệ thống (Institut des sciences de l’ingénierie et des systèmes, INSIS)
- Viện Toán học (INSMI)
- Viện Khoa học Trái Đất và Vũ trụ (Institut national des sciences de l'univers, INSU) Trước

Nếu tổ chức theo lĩnh vực chuyên môn, CNRS được chia thành 40 lĩnh vực chuyên môn. Các nghiên cứu viên được biên chế vào các nhóm nghiên cứu tại các đơn vị nghiên cứu theo từng lĩnh vực chuyên môn phù hợp.
Về hành chính, CNRS là một cơ quan nhà nước về khoa học và công nghệ trực thuộc Bộ Giáo dục bậc cao và Nghiên cứu của Pháp (ministère de l'Enseignement supérieur et de la Recherche). CNRS có 19 cơ quan đại diện cấp địa phương trong đó có 6 cơ quan ở khu vực Paris.
Ủy ban Quốc gia về Nghiên cứu Khoa học phụ trách việc tuyển dụng và đánh giá các nhà nghiên cứu, đánh giá các nghiên cứu của các đơn vị nghiên cứu, của các cá nhân được cấp kinh phí hoặc được tài trợ bởi CNRS trên 40 lĩnh vực chuyên môn và 7 chuyên môn liên ngành. Mỗi lĩnh vực chuyên môn được tổ chức thành các phân ban với 21 thành viên là các chuyên gia trong lĩnh vực khoa học có liên quan và đến từ nhiều nơi khác nhau (nghiên cứu viên của CNRS, của các cơ sở nghiên cứu và khoa học nhà nước, trong khu vực tư nhân, giảng viên, các nhà nghiên cứu người nước ngoài,...). Một phần ba trong số họ được bổ nhiệm của Bộ trưởng Bộ Giáo dục bậc cao và Nghiên cứu, hai phần ba còn lại được bầu bởi tập thể các nhà nghiên cứu trong cùng lĩnh vực để đảm bảo sự định hướng khoa học và sụ độc lập của công tác nghiên cứu. Không có quy tắc và tiêu chí chung cho việc đánh giá chuyên môn của CNRS. Mỗi phân ban khoa học của Ủy ban xây dựng và công bố các tiêu chí riêng theo lĩnh vực mà mình phụ trách. Trong thực tế, các công bố khoa học, sự hợp tác quốc tế, vai trò trong đào tạo tiến sĩ,... chính là các thước đo cụ thể cho việc đánh giá chuyên môn.

## Vai trò
CNRS có ba vai trò cơ bản:
- Cấp kinh phí cho hoạt động nghiên cứu: CNRS cấp kinh phí nghiên cứu cho 1 170 phòng thí nghiệm, 98 đơn vị nghiên cứu và 1 072 đơn vị nghiên cứu phối hợp (UMR). Ủy ban Quốc gia về Nghiên cứu Khoa học đánh giá mỗi bốn năm một lần các đơn vị nghiên cứu UMR để từ đó xác định khoản đóng góp tài chính của CNRS cho những năm tiếp theo. Việc này có thể dẫn đến việc tổ chức lại đơn vị nghiên cứu hoặc chấm dứt hợp đồng liên kết với các cơ quan phối hợp.
- Tuyển dụng và quản lý nhân viên nghiên cứu: CNRS trả lương cho các nhà nghiên cứu, các kỹ sư và kỹ thuật viên làm việc trong các đơn vị nghiên cứu của CNRS và trong các đơn vị khác có liên quan. Các nhà nghiên cứu được đánh giá bởi Ủy ban Quốc gia về Nghiên cứu Khoa học mỗi hai năm.
- Tài trợ nghiên cứu các dự án: CNRS lựa chọn và cấp kinh phí cho các dự án nghiên cứu.

## Giám đốc
Giám đốc hiện nay của CNRS là Antoine Petit được Chính phủ Pháp bổ nhiệm vào ngày 24 tháng 1 năm 2018.

## Thành tích quốc tế
Tính đến tháng 8 năm 2010, CNRS nhận được : 
- 16 giải Nobel
- 11 huy chương Fields
- 1 giải Abel
- 1 giải Turing